# Askole
Askole es un pequeño pueblo en la provincia de Gilgit-Baltistán en el noreste de Pakistán.

## Geografía
Se ubica a 3040 m s. n. m. en un punto remoto del valle de Shigar en la cordillera del Karakórum. Este pueblo es el asentamiento final desde la ciudad de Skardu tanto para excursionistas como escaladores para luego enrumbar a pie hacia las alturas del Karakórum.

## Expediciones
Askole es portada a cuatro de las catorce cumbres más altas del planeta conocidas como los Ochomiles y también es plataforma de inicio para las expediciones de montañismo hacia los siguientes picos:
- K2, con 8611 m es la segunda montaña más alta del mundo.
- Gasherbrum I, con 8080 m es la undécima cumbre más alta del mundo.
- Broad Peak, con 8047 m es la duodécima cumbre más alta del planeta.
- Gasherbrum II, con 8035 m es la decimotercera cumbre más alta.
- Gasherbrum III, con 7946 m.
- Gasherbrum IV, con 7932 m es la decimoséptima cumbre.
- Masherbrum (K1), con 7821 m es la vigesimosegunda montaña más del mundo.
- Chogolisa, con 7665 m es la trigesimosexta cumbre más alta.
- Torre Muztagh, con 7273 m.
- Snow Dome, con 7160 m.
- Biarchedi, con 6781 m.
- Trango Towers, con 6363 m el acantilado más alto del mundo.
- Mitre Peak, con 6010 m.